# サム・シェパード (ラグビー選手)
サム・シェパード (Sam Sheperd, 2001年9月12日 - )は、ジャパンラグビーリーグワン三重ホンダヒートに所属するラグビー選手。

## プロフィール
- オーストラリア出身[1]。
- ポジションはロック(LO)。
- 身長 200 cm、体重 110 kg
- 愛称はシェプ。

## 略歴
5歳からラグビーを始めた。
キングス高校卒業後、ノーザンサバーブスRFCを経て、2022年、三重ホンダヒートに加入。